# Chandler, Queensland
Chandler är en del av en befolkad plats i Australien. Den ligger i kommunen Brisbane och delstaten Queensland, omkring 13 kilometer sydost om delstatshuvudstaden Brisbane. Den ligger vid sjön Tingalpa Reservoir.
Runt Chandler är det ganska tätbefolkat, med 72 invånare per kvadratkilometer.. Närmaste större samhälle är Brisbane, omkring 13 kilometer nordväst om Chandler. 
Runt Chandler är det i huvudsak tätbebyggt. Genomsnittlig årsnederbörd är 1 424 millimeter. Den regnigaste månaden är januari, med i genomsnitt 275 mm nederbörd, och den torraste är oktober, med 21 mm nederbörd.